# Port lotniczy Durazno-Santa Bernardina
Port lotniczy Durazno-Santa Bernardina – jeden z urugwajskich portów lotniczych. Mieści się w mieście Durazno.